# Institut de Geografia Tropical
L'Institut de Geografia Tropical és l'agència cartogràfica nacional de Cuba. S'encarrega de realitzar i coordinar recerques en geografia i de recolzar accions governamentals de gestió ambiental. La seva seu es troba a la ciutat de l'Havana.
Fundat el 1962 i inaugurat oficialment el 1965, l'institut va estar adscrit inicialment a l'Acadèmia de Ciències de Cuba. Es va dir Institut de Geografia fins al 1995, quan va adoptar el seu nom actual. El 1997, l'institut va passar a ser part de l'Agència de Medi Ambient, la qual està adscrita al Ministeri de Ciència, Tecnologia i Medi ambient (CITMA).